# 인테르팍스
인테르팍스(러시아어: Интерфакс, 영어: Interfax, 문화어: 인떼르확스)는 러시아의 비정부 언론으로 모스크바에 본사를 두고 있다. 1989년에 출범되었다. 현재 인테프팍스는 유럽과 아시아에 회사를 두고 있다.

## 인테르팍스가 회사를 두고 있는 도시
런던, 뉴욕, 프랑크푸르트, 홍콩, 상하이, 베이징, 덴버, 모스크바, 바르샤바, 부다페스트, 프라하, 키예프, 민스크, 알마티.
- «인테르팍스-중부(Интерфакс-Центр)», «인테르팍스-북서부(Интерфакс-Северо-Запад)», «인테프팍스-포볼지예(Интерфакс-Поволжье)», «인테르팍스-남부(Интерфакс-Юг)», «인테르팍스-우랄(Интерфакс-Урал)», «인테르팍스-시베리아(Интерфакс-Сибирь)», «인테르팍스-우크라이나(Интерфакс-Украина)», «인테르팍스-서부(Интерфакс-Запад)», «인테르팍스-카자흐스탄(Интерфакс-Казахстан)», «인테르팍스-아제르바이잔(Интерфакс-Азербайджан)», «인테르팍스-중국(Интерфакс-Китай)»